# Teoktyst (Popow)
Teoktyst, imię świeckie Fiodor Apollonowicz Popow (ur. 25 stycznia?/6 lutego 1826, zm. 20 listopada?/2 grudnia 1894) – rosyjski biskup prawosławny.

## Życiorys
Był synem kapłana służącego w eparchii charkowskiej. Ukończył seminarium duchowne w Charkowie, zaś w 1851 ukończył Kijowską Akademię Duchowną. 5 sierpnia tego samego roku złożył wieczyste śluby mnisze, 14 sierpnia został wyświęcony na hierodiakona, zaś 26 września – na hieromnicha. W 1852 uzyskał tytuł magistra nauk teologicznych. Od 1853 był profesorem seminarium duchownego w Kijowie, zaś od 1856 także jego inspektorem. W 1859 mianowany rektorem seminarium duchownego w Tambowie i przełożonym monasteru Trójcy Świętej w Kozłowie. 20 grudnia tego samego roku otrzymał godność archimandryty. Rok później został rektorem seminarium w Kijowie i przełożonym monasteru św. Mikołaja.
25 maja 1869 miała miejsce jego chirotonia biskupia, po której otrzymał tytuł biskupa starorusskiego, wikariusza eparchii nowogrodzkiej. W 1874 przeniesiony na katedrę symbirską i syzrańską. Następnie od 1882 do śmierci w 1894 był biskupem riazańskim i zarajskim (od 1885 arcybiskupem). 